# 古長禅寺のビャクシン

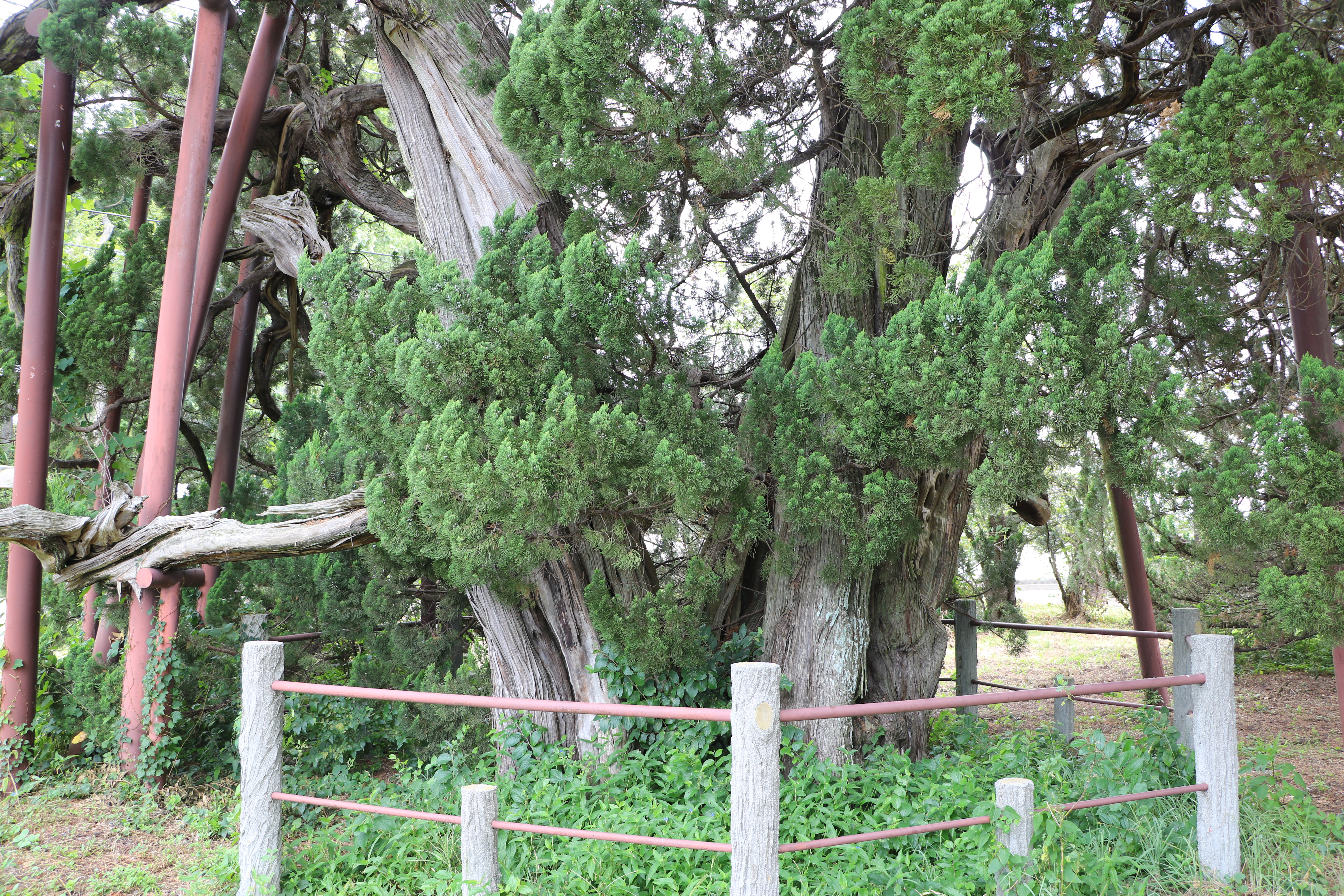
古長禅寺のビャクシン。北西隅の個体。2019年8月21日撮影。

古長禅寺のビャクシン（こちょうぜんじのビャクシン）は、山梨県南アルプス市鮎沢にある国の天然記念物に指定された4本のビャクシン（イブキ）の老樹である。
ビャクシン（柏槇）はヒノキ科ビャクシン属の常緑高木で、正式名称はイブキ（伊吹、学名：Juniperus chinensis）である。国の天然記念物に指定されたビャクシン（イブキ）は、個体、樹叢を合わせ日本全国に10件あり、古長禅寺のビャクシンはそのうちの1件である。古長禅寺が開山した当時、四天王をかたどって旧客殿の前庭の4隅に4本植えられたものと伝えられており、4本の老樹が1953年（昭和28年）11月14日に国の天然記念物に指定された。

## 解説
古長禅寺のビャクシンは、山梨県南アルプス市鮎沢にある臨済宗妙心寺派の古長禅寺山門前の町道を隔てた南東側に生育している。古長禅寺は甲府盆地西部の釜無川右岸と櫛形山の中間に位置する標高約260メートル付近の平坦地に立地し、武田信玄の生母大井夫人の墓所がある寺院として知られている。
ビャクシンは「白槙」「白柏」「柏槇」など、さまざまな漢字が用いられ、日本各地の寺院や神社などに樹齢数百年以上の老樹が生育しており、国の天然記念物9件を含め各自治体によって天然記念物に指定されている。国の天然記念物に指定された古長禅寺のビャクシンは、古長禅寺の南側を東西に走る市道を挟んだ、同寺院の飛び地である「お釈迦堂」と呼ばれる正方形の敷地の4隅に4本あり、夢窓国師お手植えの「四つ白檀」（よつびゃくだん）と呼ばれ、推定樹齢は約600年から650年と考えられている。
1971年（昭和46年）に山梨県が発行した『山梨の文化財』によると、4本のビャクシンの大きさは下記のとおりである。
北東隅のもの
- 地上から東西2つの幹に分かれている。

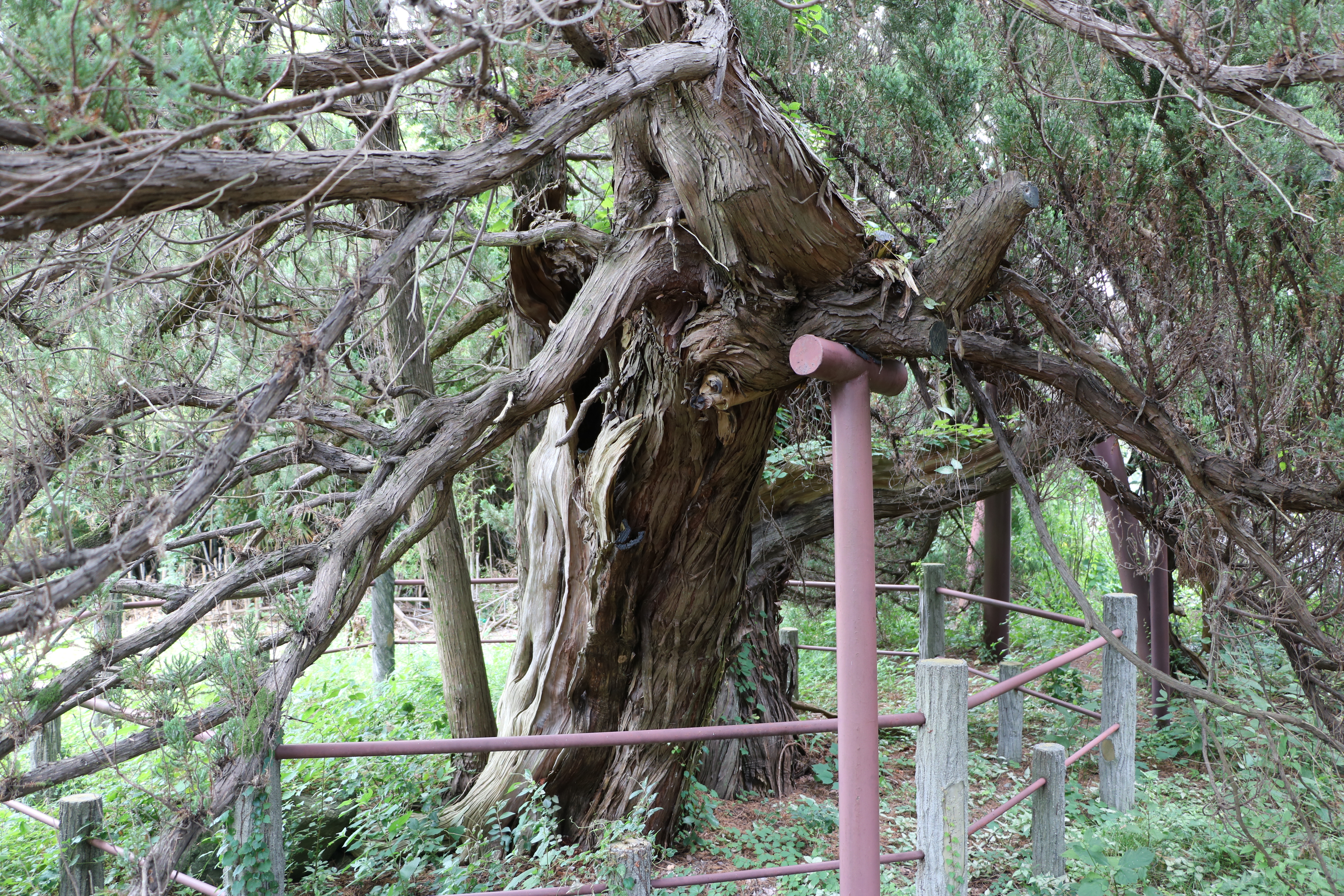
北東隅の個体。2019年8月21日撮影。

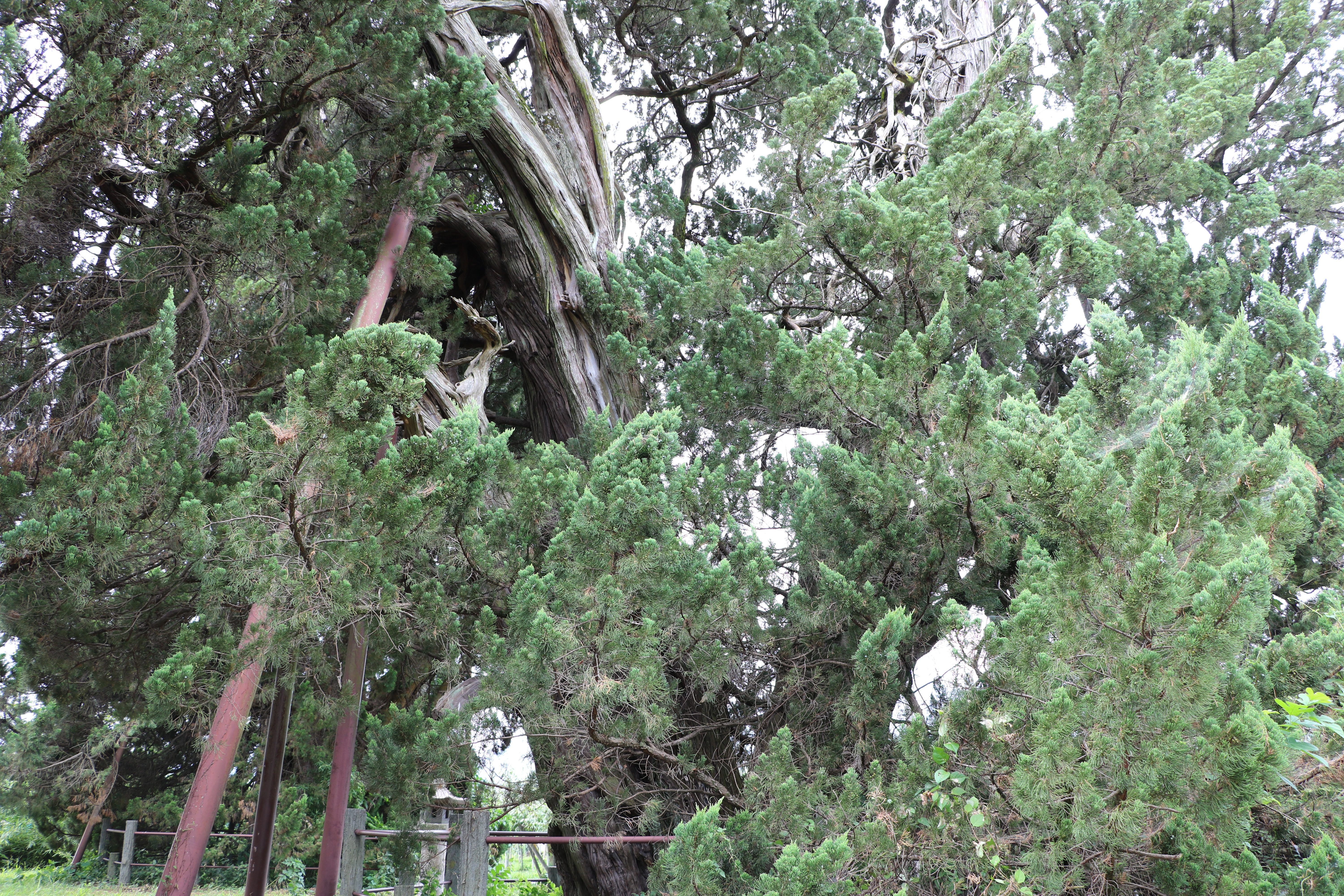
北西隅の個体。2019年8月21日撮影。

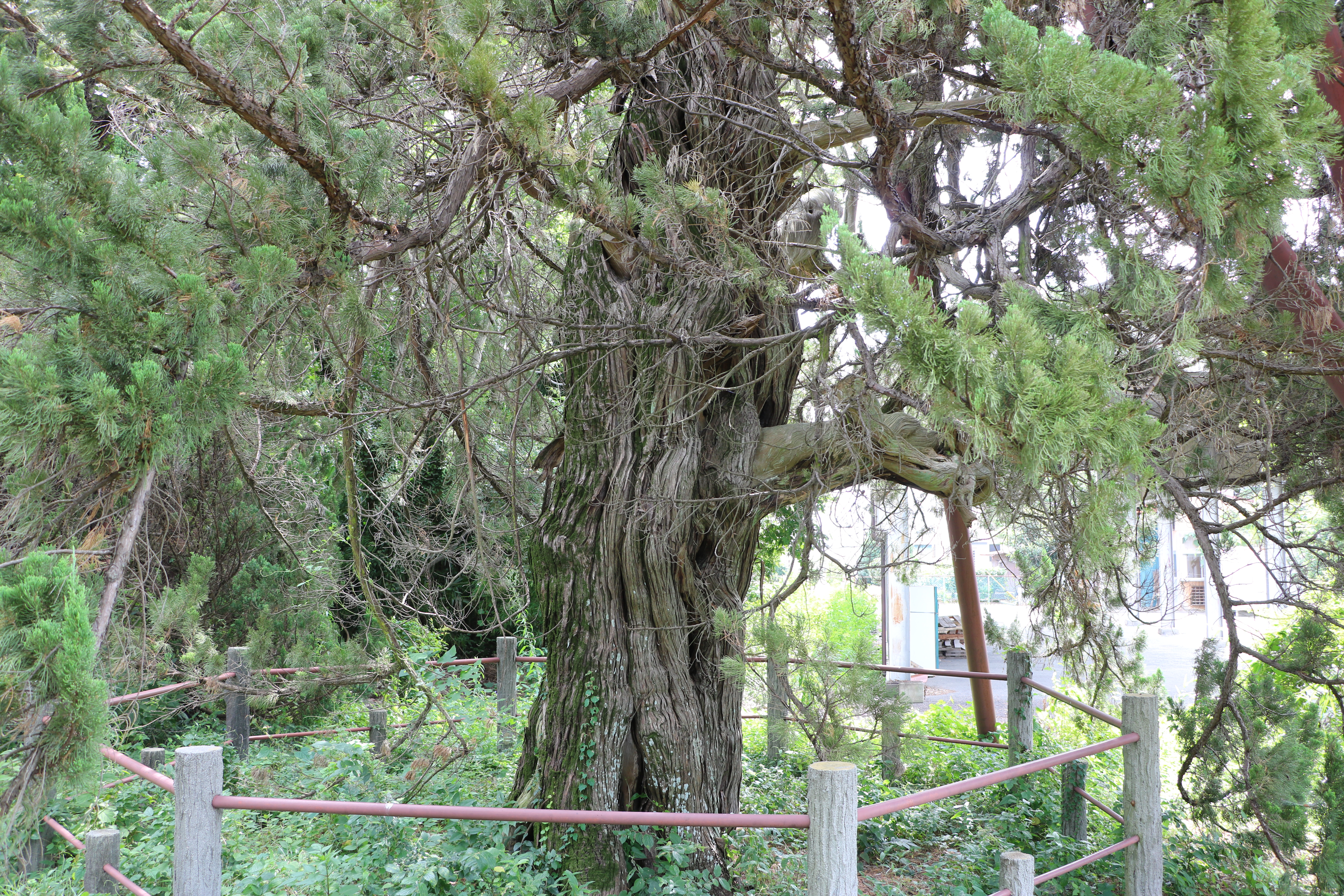
南東隅の個体。この木のみ枝分かれしていない。2019年8月21日撮影。

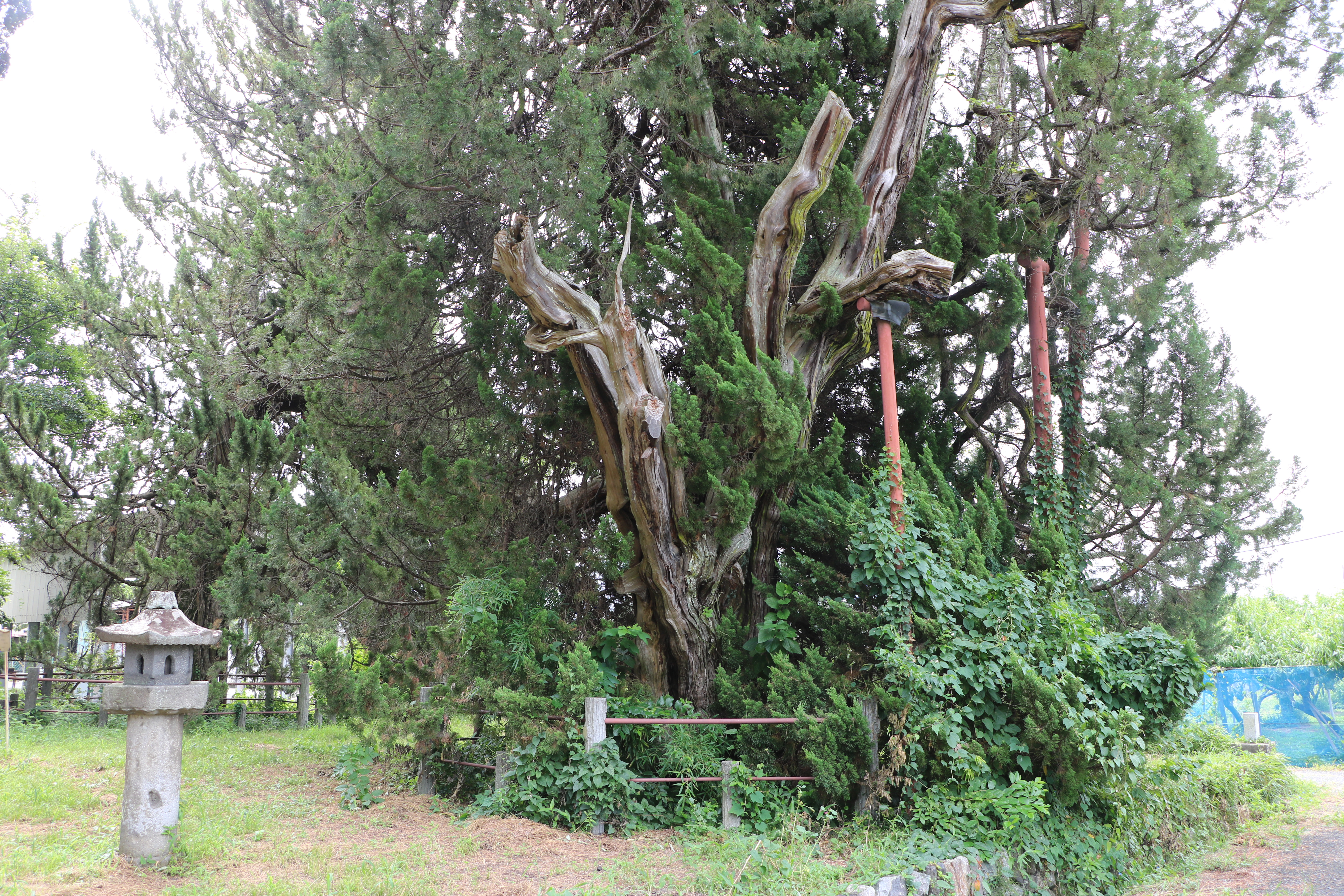
南西隅の個体。2019年8月21日撮影。

  - 根回り幹囲、東側4.40メートル、西側2.35メートル
  - 目通り幹囲、東側4.15メートル、西側2.50メートル
  - 樹高、約10.9メートル

北西隅のもの
- 地上1メートル付近で4つの幹に分かれている。
  - 根回り幹囲、6.30メートル
  - 樹高、約16メートル

南東隅のもの
- 単幹。
  - 根回り幹囲、4.05メートル
  - 目通り幹囲、3.70メートル
  - 樹高、約10.9メートル

南西隅のもの
- 地上付近で東西2つの幹に分かれている。
  - 根回り幹囲、5.20メートル
  - 目通り幹囲、東側1.40メートル、西側3.90メートル
  - 樹高、約14メートル

これら4本のビャクシンの古木がそれぞれ、9～10メートルの間隔でほぼ正方形の4隅に植えられている。4本のビャクシンは本来1本ずつであったが、長い年月の間に裂けてしまって何本かに分かれたと考えられている。4本中の1本は鱗（うろこ）状の葉を持ち、他の3本は針状の葉を持っており、鱗状のものを檜（ひのき）葉型、針状のものを杉葉型と呼び、花と実は鱗型の枝のみに付く。
江戸時代に書かれた地誌である『甲斐国志』には古長禅寺に関する記述があり、その中で「寺記にこの寺は昔真言宗の廃跡に正和年間夢窓国師が開創し……（中略）……客殿の前に栢槙（びゃくしん）4本の巨樹が存在するが皆国師自ら植えたものである」と記されている。
また、4本のビャクシンは四天王をかたどったもので、4本のビャクシンに囲まれた敷地内で護摩焚きをして国家安寧を祈願したと言われており、ビャクシンの周囲には1845年（弘化2年）の青面金剛を表した庚申塔、1837年（天保8年）の観世音菩薩像、宝永・宝暦年間の経石（一字一石）などが現存しており、このビャクシンの木々は民間信仰の対象とされ、台風や大雪の被害によって枝が折れるなどの被害に何度か遭っているが、そのつど手厚い保護が行われ大切に守られ続けている。

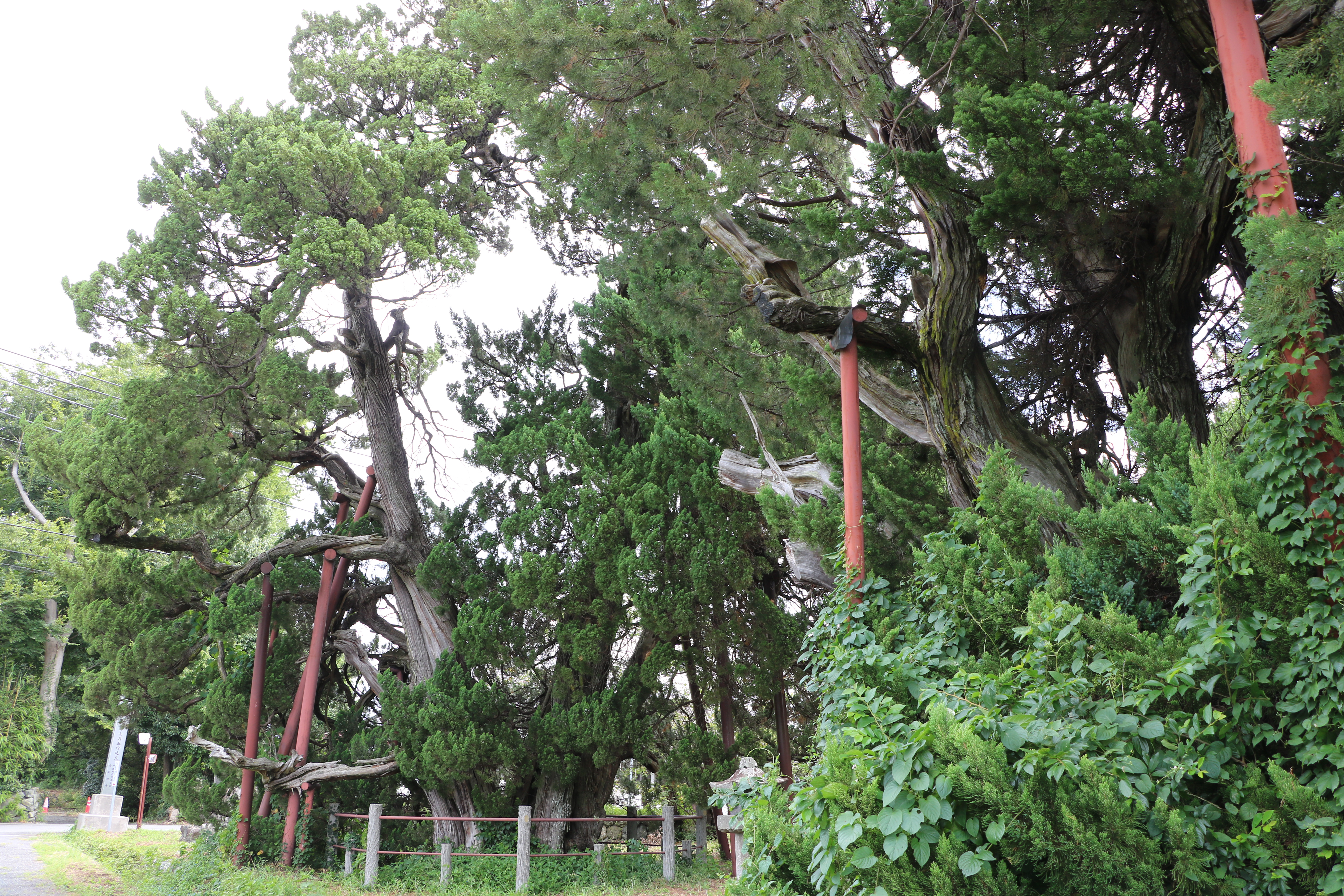
北西隅（左奥）と南西隅の個体。
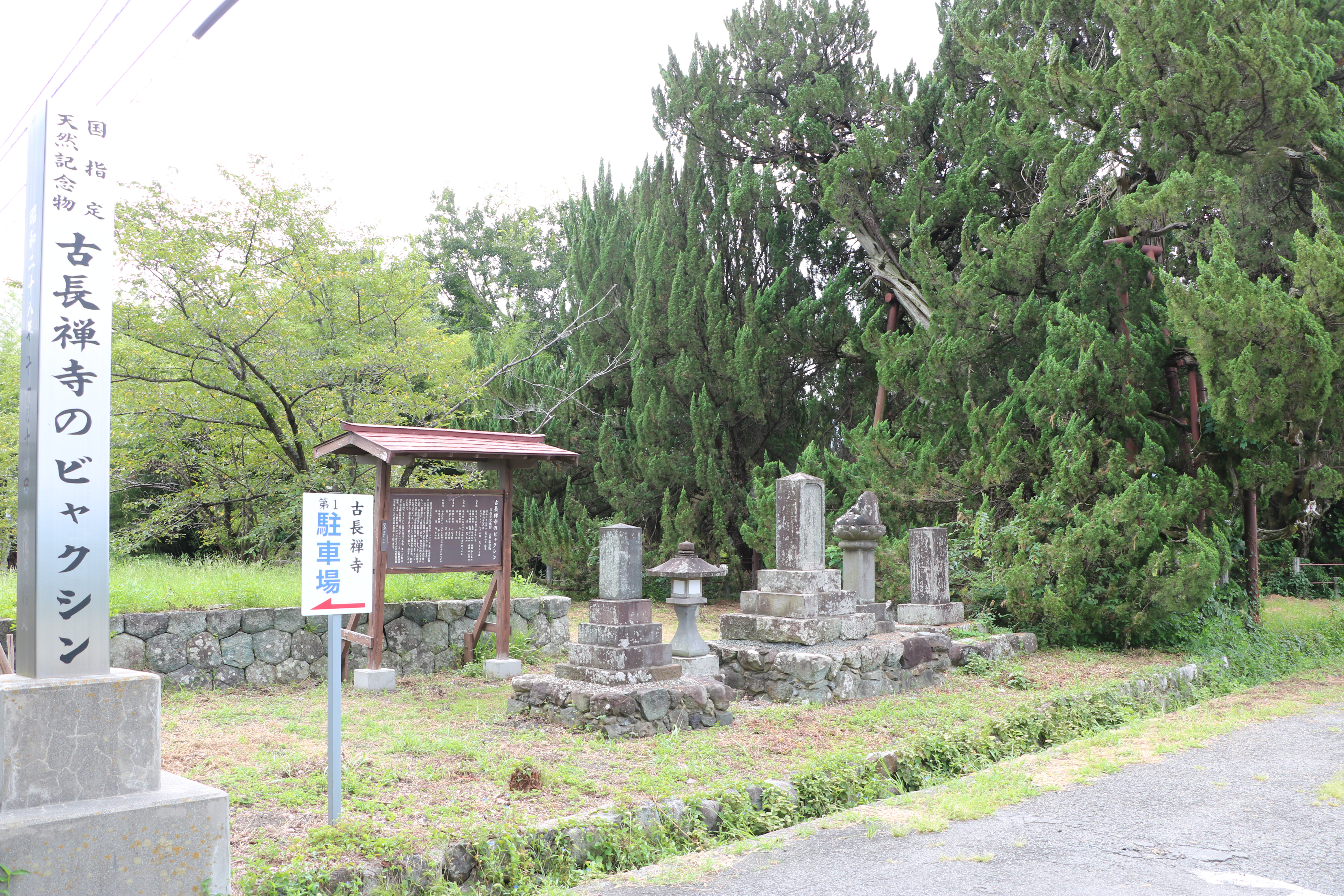
様々な石造物が残る。
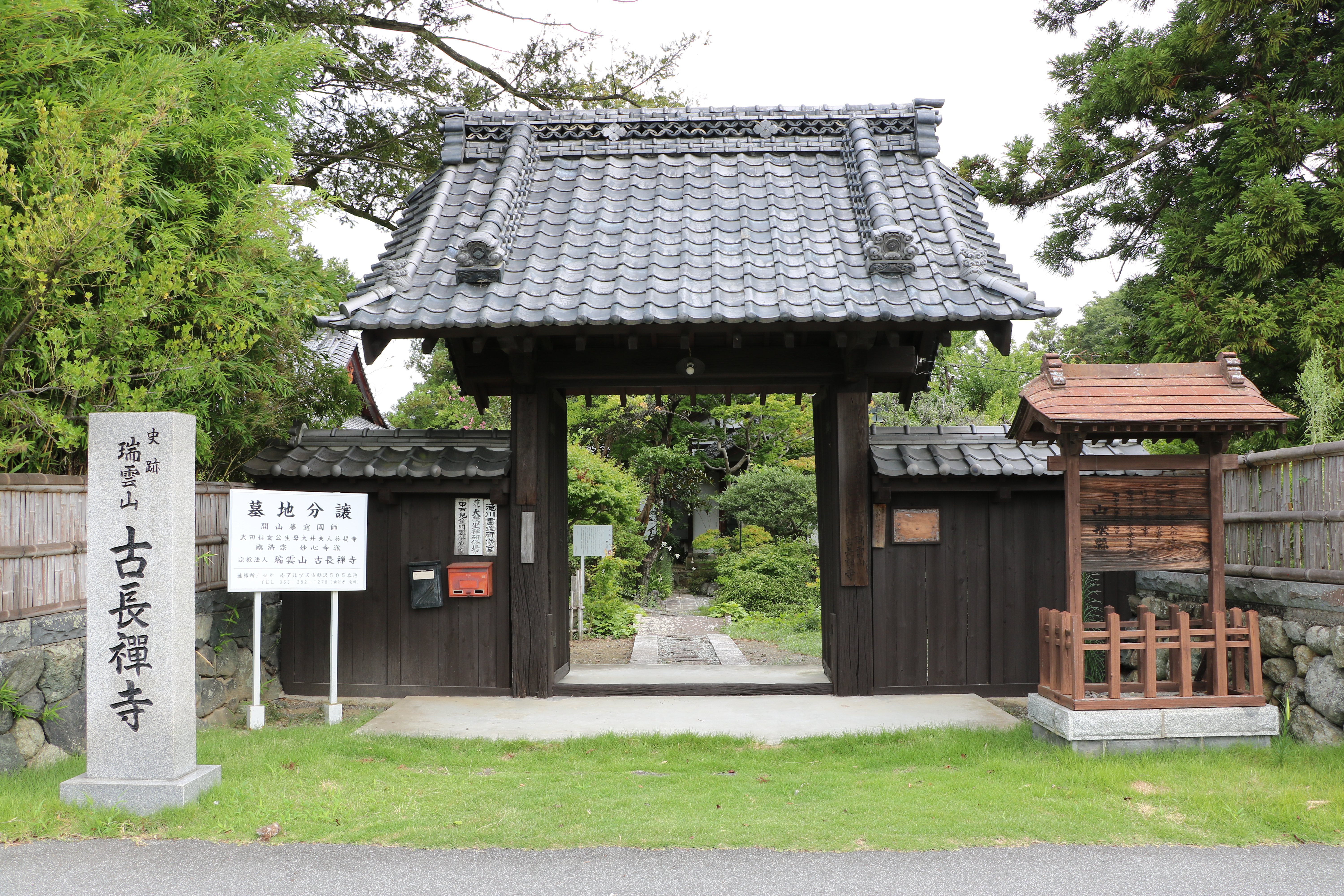
ビャクシン生育地と市道を挟んで古長禅寺山門がある。
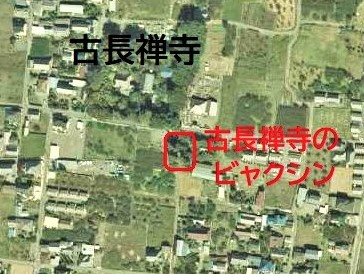
古長禅寺とビャクシンの位置関係を示した空中写真。（2007年10月21日撮影）。国土交通省 国土地理院 地図・空中写真閲覧サービスの空中写真を基に作成

## 交通アクセス
所在地
- 山梨県南アルプス市鮎沢505[11]。

交通
- JR身延線東花輪駅下車。車で約15分[4]。
- 中部横断自動車道南アルプスインターチェンジより車で約5分[11]。